# Stola

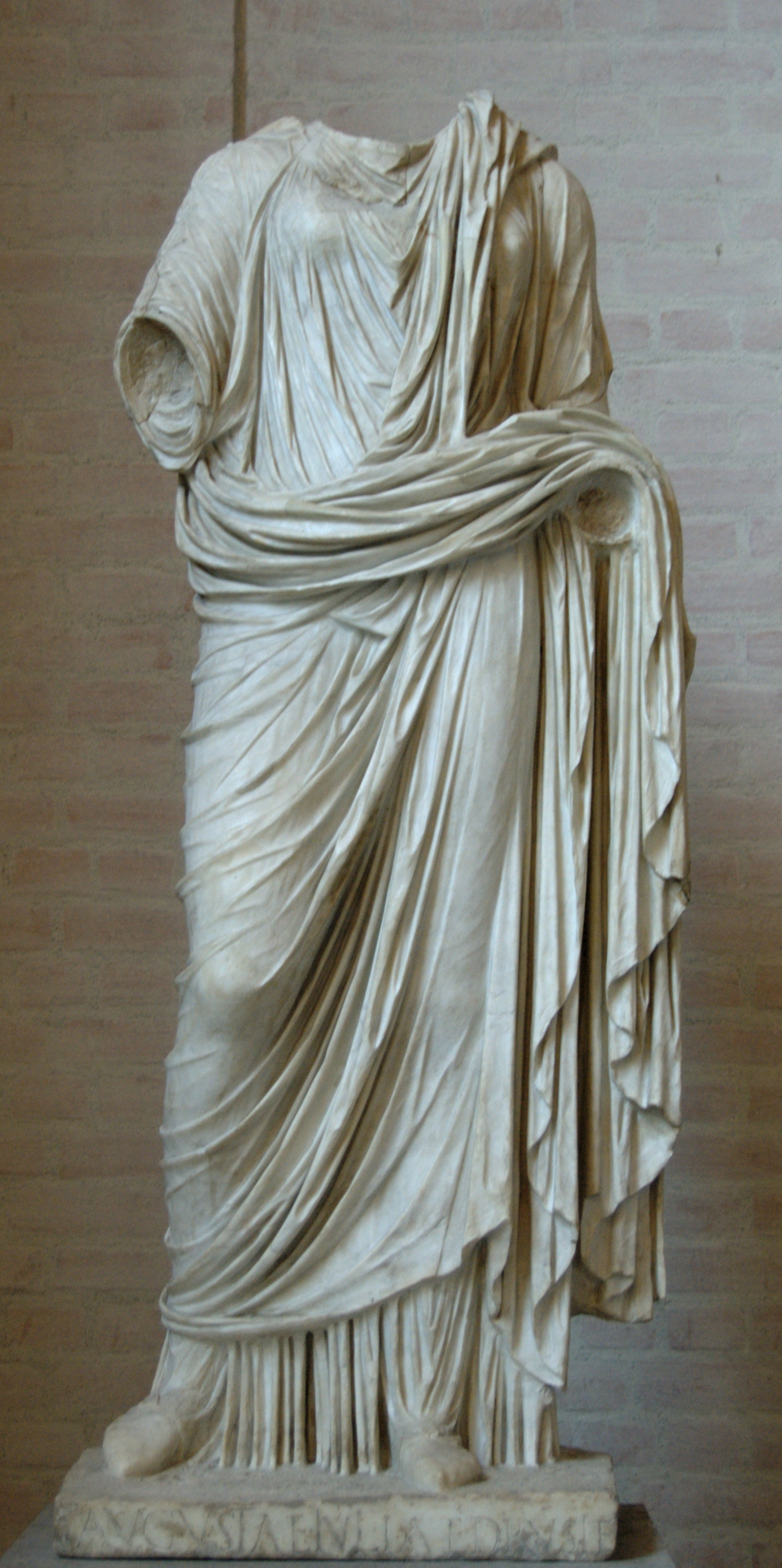
Torzo sochy Livie Drusily, svrchní oděv je stola, spodní tunika

Stola  je původem starověký římský kus oděvu z jemné tkaniny, který nosily v antické době Římanky.

## Specifika
Stola se podobá mužské tóze. Liší se jemnou tkaninou, typickou pro ženské oděvy, tím má také odlišné jemné řasení s mnohonásobnými záhyby a sleduje siluetu ženského těla. Módní ikonou své doby byla například císařovna Livia Drusila. Kdyby žena ve starověkém Římě nosila mužský oděv, byla by považována za prostitutku, zatímco muži v ženském oděvu byli tolerováni. 
Stola může mít střih s krátkými nebo s dlouhými rukávy, přes ni se může oblékat ještě palla. Stola může být přepásaná. Užívání stol z římské módy odívání přešlo na byzantské období, kde ovšem dosavadní jemné tkaniny (bavlněné nebo lněné plátno) nahradil téžký brokát a zlatohlav, které vyloučily dosavadní řasení. Vrátila se opět ve 2. polovině 18. století s módou klasicismu.